# Tournoi de tennis de Bangalore

Le tournoi de Bangalore (Inde) est un tournoi de tennis féminin du circuit professionnel WTA et masculin du circuit ATP.
L'épreuve féminine remplace l'Open d'Hyderâbâd, dont la dernière édition remonte à 2005, puis disparaît du calendrier en 2009 au bénéfice d'une édition masculine de l'ATP World Tour ; cette dernière sera elle-même annulée pour non-respect des normes de sécurité.

## Palmarès dames

### Simple
| No | Date       | Nom et lieu du tournoi                  | Catégorie | Dotation  | Surface    | Vainqueure         | Finaliste       | Score          |         |
| -- | ---------- | --------------------------------------- | --------- | --------- | ---------- | ------------------ | --------------- | -------------- | ------- |
| 1  | 13-02-2006 | Sony Ericsson Bangalore Open, Bangalore | Tier III  | 175 000 $ | Dur (ext.) | Mara Santangelo    | Jelena Kostanić | 3-6, 7-65, 6-3 | Tableau |
| 2  | 12-02-2007 | Sony Ericsson International, Bangalore  | Tier III  | 175 000 $ | Dur (ext.) | Yaroslava Shvedova | Mara Santangelo | 6-4, 6-4       | Tableau |
| 3  | 03-03-2008 | Canara Bank Open, Bangalore             | Tier II   | 600 000 $ | Dur (ext.) | Serena Williams    | Patty Schnyder  | 7-5, 6-3       | Tableau |

### Double
| No | Date       | Nom et lieu du tournoi                 | Catégorie | Dotation  | Surface    | Vainqueures                    | Finalistes                        | Score             |         |
| -- | ---------- | -------------------------------------- | --------- | --------- | ---------- | ------------------------------ | --------------------------------- | ----------------- | ------- |
| 1  | 13-02-2006 | Sony Ericsson Bangalore Open Bangalore | Tier III  | 175 000 $ | Dur (ext.) | Liezel Huber Sania Mirza       | Anastasia Rodionova Elena Vesnina | 6-3, 6-3          | Tableau |
| 2  | 12-02-2007 | Sony Ericsson International Bangalore  | Tier III  | 175 000 $ | Dur (ext.) | Chan Yung-jan Chuang Chia-jung | Hsieh Su-wei Alla Kudryavtseva    | 6-74, 6-2, [11-9] | Tableau |
| 3  | 03-03-2008 | Canara Bank Open Bangalore             | Tier II   | 600 000 $ | Dur (ext.) | Peng Shuai Sun Tiantian        | Chan Yung-jan Chuang Chia-jung    | 6-4, 5-7, [10-8]  | Tableau |

## Palmarès messieurs

### Simple
| No | Date       | Nom et lieu du tournoi          | Catégorie   | Dotation     | Surface      | Vainqueur            | Finaliste                | Score           |                 |
| -- | ---------- | ------------------------------- | ----------- | ------------ | ------------ | -------------------- | ------------------------ | --------------- | --------------- |
| 1  | 28-01-1991 | Bangalore Challenger, Bangalore | Challenger  | 25 000 $     | Terre (ext.) | Frank Dennhardt      | Vladimer Gabrichidze     | 3-6, 6-4, 6-4   |                 |
| 2  | 27-01-1992 | Bangalore Challenger, Bangalore | Challenger  | 25 000 $     | Terre (ext.) | Mario Visconti       | Ettore Rossetti          | 6-4, 6-3        |                 |
| 3  | 25-01-1993 | Bangalore Challenger, Bangalore | Challenger  | 25 000 $     | Terre (ext.) | Andrea Gaudenzi      | Srinivasan Vasudevan     | 6-1, 6-4        |                 |
| 4  | 21-04-2003 | Bangalore Challenger, Bangalore | Challenger  | 25 000 $     | Dur (ext.)   | Grégory Carraz       | Gilles Elseneer          | 6-4, 7-64       |                 |
| –  | 29-09-2008 | Bangalore Open, Bangalore       | Int' Series | 460 000 $    | Dur (ext.)   | Édition annulée      | Édition annulée          | Édition annulée | Édition annulée |
| 5  | 19-10-2015 | AirAsia Open, Bangalore         | Challenger  | 50 000 $     | Dur (ext.)   | James Ward           | Adrián Menéndez-Maceiras | 6-2, 7-5        |                 |
| 6  | 20-11-2017 | Bengaluru Open, Bangalore       | Challenger  | 100 000 $ +H | Dur (ext.)   | Sumit Nagal          | Jay Clarke               | 6-3, 3-6, 6-2   |                 |
| 7  | 12-11-2018 | Bengaluru Open, Bangalore       | Challenger  | 150 000 $ +H | Dur (ext.)   | Prajnesh Gunneswaran | Saketh Myneni            | 6-2, 6-2        |                 |
| 8  | 10-02-2020 | Bengaluru Open, Bangalore       | Challenger  | 162 480 $    | Dur (ext.)   | James Duckworth      | Benjamin Bonzi           | 6-4, 6-4        |                 |

### Double
| No | Date       | Nom et lieu du tournoi          | Catégorie   | Dotation     | Surface      | Vainqueurs                              | Finalistes                                   | Score            |                 |
| -- | ---------- | ------------------------------- | ----------- | ------------ | ------------ | --------------------------------------- | -------------------------------------------- | ---------------- | --------------- |
| 1  | 28-01-1991 | Bangalore Challenger, Bangalore | Challenger  | 25 000 $     | Terre (ext.) | Vladimer Gabrichidze Mihnea-Ion Năstase | Sean Cole Martin Zumpft                      | 2-6, 7-5, 6-3    |                 |
| 2  | 27-01-1992 | Bangalore Challenger, Bangalore | Challenger  | 25 000 $     | Terre (ext.) | Nick Brown Andrew Foster                | Xavier Daufresne César Kist                  | 7-6, 3-6, 7-5    |                 |
| 3  | 25-01-1993 | Bangalore Challenger, Bangalore | Challenger  | 25 000 $     | Terre (ext.) | Donald Johnson Leander Paes             | Sean Cole Andrei Merinov                     | 6-4, 6-3         |                 |
| 4  | 21-04-2003 | Bangalore Challenger, Bangalore | Challenger  | 25 000 $     | Dur (ext.)   | Rodolphe Cadart Grégory Carraz          | Yves Allegro Jean-François Bachelot          | 6-4, 6-4         |                 |
| –  | 29-09-2008 | Bangalore Open, Bangalore       | Int' Series | 460 000 $    | Dur (ext.)   | Édition annulée                         | Édition annulée                              | Édition annulée  | Édition annulée |
| 5  | 19-10-2015 | AirAsia Open, Bangalore         | Challenger  | 50 000 $     | Dur (ext.)   | Saketh Myneni Sanam Singh               | John Paul Fruttero N. Vijay Sundar Prashanth | 5-7, 6-4, [10-2] |                 |
| 6  | 20-11-2017 | Bengaluru Open, Bangalore       | Challenger  | 100 000 $ +H | Dur (ext.)   | Mikhail Elgin Divij Sharan              | Ivan Sabanov Matej Sabanov                   | 6-3, 6-0         |                 |
| 7  | 12-11-2018 | Bengaluru Open, Bangalore       | Challenger  | 150 000 $ +H | Dur (ext.)   | Max Purcell Luke Saville                | Purav Raja Antonio Šančić                    | 7-63, 6-3        |                 |
| 8  | 10-02-2020 | Bengaluru Open, Bangalore       | Challenger  | 162 480 $    | Dur (ext.)   | Purav Raja Ramkumar Ramanathan          | Matthew Ebden Leander Paes                   | 6-0, 6-3         |                 |